# Musse Piggs radiokabaret
Musse Piggs radiokabaret (engelska: Mickey's Amateurs) är en amerikansk animerad kortfilm med Musse Pigg från 1937.

## Handling
Musse Pigg är programledare för en radiosänd kabaret. Bland dem som medverkar är Kalle Anka som har problem med att komma ihåg låttexten till Blinka lilla stjärna.

## Om filmen
Filmen är den 94:e Musse Pigg-kortfilmen som producerades och den femte som lanserades år 1937.

### Svenska utgivningar
Filmen hade svensk biopremiär den 31 januari 1938 på biografen Spegeln i Stockholm och gick då under titeln Musse Piggs radiokabaret. När filmen sedan släpptes på svensk DVD fick den titeln Amatörtävling.
Filmen har givits ut på VHS och DVD och finns dubbad till svenska.

## Rollista
- Walt Disney – Musse Pigg
- Clarence Nash – Kalle Anka
- Pinto Colvig – Långben, Svarte Petter
- Florence Gill – Klara Kluck
- Elvia Allman – Klarabella[8]